# Johann Friedrich Wolfgang
Johann Friedrich Wolfgang ( 1776, Lozowe - 17 de mayo de 1859, Poluknic, Vilna), o Jan F. Wolfgang, fue un farmacéutico, botánico alemán.
Wolfgang fue profesor en Vilna, donde se encuentra la mayoría de su herbario.

## Algunas publicaciones
- Rzecz o Herbacie …. 1823

## Honores

### Eponimia
- (Asteraceae) Hieracium wolfgangianum Besser ex Eichw.[2]

- (Asteraceae) Pilosella wolfgangiana Arv.-Touv.[3]

- (Cyperaceae) Scirpus wolfgangii Besser ex Schult.[4]

- (Gentianaceae) Swertia wolfgangiana Grüning[5]

- (Lamiaceae) Thymus × wolfgangii Ronniger[6]

- (Polygalaceae) Polygala wolfgangiana Besser ex Ledeb.[7]

- (Potamogetonaceae) Potamogeton wolfgangii Kihlm.[8]

- (Ranunculaceae) Anemone wolfgangiana Besser ex W.D.J.Koch[9]

- (Salicaceae) Populus wolfgangii E.Janchen[10]